# Živko Đak
Živko Đak (serbisch-kyrillisch Живко Ђак; * 4. Januar 1942 in Belgrad; † 2. Januar 2011 in Novi Sad) war ein jugoslawischer bzw. serbischer Maler.

## Leben
Er studierte an der Akademie der Bildenden Künste Belgrad sowie in London; in Belgrad wurde 1970 bei Boško Karanović promoviert. Er lebte in Novi Sad.
Seine Bilder werden stilistisch zur Pop-Art und zur Neuen Figuration gezählt. In den 1990er Jahren malte er großformatige Aquarelle, die Menschen, Tiere und Pflanzen jeweils in geometrisch vereinfachter Form darstellen. Er lehrte an der Akademie der Künste Novi Sad.